# Nora Heroum
Nora Heroum (Helsinki, 20 juli 1994) is een voetbalspeelster uit Finland. Ze speelt als verdediger voor UC Sampdoria in de Serie A.

## Clubcarrière
Heroum speelde in haar jeugdjaren voor  FC Vikingiit. In 2010 maakte ze de overstap naar HJK waar ze onderdeel werd van de hoofdmacht. Op 29 mei 2010 maakte Heroum haar debuut in de Kansallinen Liiga in een wedstrijd tegen Kokkolan Palloveikot. Ze maakte haar eerste competitiedoelpunt in een de 72ste minuut van een wedstrijd tegen FC Sport op 12 juni 2010. Na twee jaar stapte Heroum over naar competitiegenoot FC Honka. Voor deze club maakte ze haar debuut in een wedstrijd tegen TPS op 23 maart 2013. Heroum maakte haar eerste doelpunt in de Kansallinen Liiga door vanaf de penaltystip raak te schieten tegen Pallokissat op 7 september 2013. Na een seizoen verkaste Heroum naar Åland United. Ze debuteerde voor deze club een in een wedstrijd tegen haar oude club FC Honka op 22 maart 2014. Voor de club uit de autonome regio Åland maakte ze haar eerste doelpunt tegen haar oude club HJK in de 43ste minuut op 29 maart 2014.
Heroum maakte op 6 januari 2015 de overstap naar het Deense Fortuna Hjørring. Tijdens haar periode als speelster van Fortuna Hjørring was ze actief in de Champions League, waarin ze de kwartfinales wist te behalen.
In 2017 verhuisde Heroum naar Italië waar ze voor Brescia ging spelen. Tijdens haar competitiedebuut in een wedstrijd tegen Pink Sport Bari op 30 september 2017 kwam ze gelijk tot scoren in de 11ste minuut. Na een seizoen stapte ze over naar AC Milan. Voor deze club maakte ze eveneens haar debuut in een wedstrijd tegen Pink Sport Bari op 22 september 2018. Heroum kwam voor het eerst tot scoren voor de Milanezen op 15 september 2019 door in de 69ste minuut doel te treffen tegen Roma.
Heroum maakte op 15 juli 2020 de overstap naar Engeland, waar Brighton & Hove Albion WFC haar nieuwe club was. Voor deze club maakte ze haar debuut in de Super League op 13 september 2020 in een wedstrijd tegen Manchester City op 13 september 2020. Aan het einde van het seizoen 2020/21 verlieten Heroum en negen ander speelsters de club.
Heroum keerde terug naar Italië waar ze in de hoofdstad voor SS Lazio ging spelen. Haar debuut voor de Romeinse club maakte Heroum op 29 augustus 2021 in een wedstrijd tegen UC Sampdoria. Voor deze club speelde Heroum ook slechts een seizoen alvorens ze overstapte naar Parma. Ze maakte voor deze club haar debuut op 28 augustus 2022 in een wedstrijd tegen FC Inter Milaan. Voor de club uit Parma maakte ze haar eerste doelpunt in een wedstrijd tegen streekgenoot Sassuolo op 6 mei 2023 door in de 1st minuut het net te vinden.
In 2023 maakte Heroum opnieuw een binnenlandse overstap in Italië door voor Sampdoria te gaan spelen. Voor deze club debuteerde ze net als bij Parma in een competitiewedstrijd tegen FC Inter Milaan op 17 september 2023. Haar eerste doelpunt in dienst van Sampdoria maakte Heroum tegen haar oude club Lazio op 15 september 2024 door doel te treffen in de 72ste minuut.

## Statistieken
| Seizoen | Club                   | Land     | Competitie        | Wedstrijden | Doelpunten |
| ------- | ---------------------- | -------- | ----------------- | ----------- | ---------- |
| 2010    | HJK                    | Finland  | Kansallinen Liiga | 12          | 1          |
| 2011    | HJK                    | Finland  | Kansallinen Liiga | 19          | 5          |
| 2012    | HJK                    | Finland  | Kansallinen Liiga | 26          | 2          |
| 2013    | FC Honka               | Finland  | Kansallinen Liiga | 22          | 3          |
| 2014    | Åland United           | Finland  | Kansallinen Liiga | 23          | 4          |
| 2017/18 | Brescia                | Italië   | Serie A           | 21          | 3          |
| 2018/19 | AC Milan               | Italië   | Serie A           | 20          | 0          |
| 2019/20 | AC Milan               | Italië   | Serie A           | 15          | 2          |
| 2020/21 | Brighton & Hove Albion | Engeland | Super League      | 11          | 0          |
| 2021/22 | SS Lazio               | Italië   | Serie A           | 21          | 0          |
| 2022/23 | Parma                  | Italië   | Serie A           | 25          | 1          |
| 2023/24 | UC Sampdoria           | Italië   | Serie A           | 22          | 0          |
| 2024/25 | UC Sampdoria           | Italië   | Serie A           | 19          | 0          |
| Totaal  | Totaal                 | Totaal   | Totaal            | 257         | 22         |

Laatste update: 13 maart 2025

## Interlandcarrière
Heroum maakte haar debuut voor de Finse nationale ploeg op 27 mei 2012 in een wedstrijd tegen België. Een jaar later was ze onderdeel van de Finse selectie op het EK 2013. Met haar achttien jaar was ze de jongste actieve speelster op het eindtoernooi. Ook moest ze deelname aan het EK -19 in 2013 hierdoor afzeggen.
In 2020 maakte Heroum onderdeel uit van de Finse selectie op de Cyprus Women's Cup.
In 2022 was Heroum met Finland actief op het EK 2022 in Engeland. Na de gemiste kwalificatie in 2017, werd Heroum op dit eindtoernooi gezien als een van de belangrijkste speelsters in de Finse selectie.
Na een weinig succesvol EK had Heroum met Finland meer succes op de Cyprus Women's Cup in 2023 die haar land voor de eerste maal wist te winnen.

## Privé
Heroum werd geboren in Finland als dochter van een Marokkaanse vader. Haar broer Samir Heroum is eveneens profvoetballer.